# Brigitta Gadient

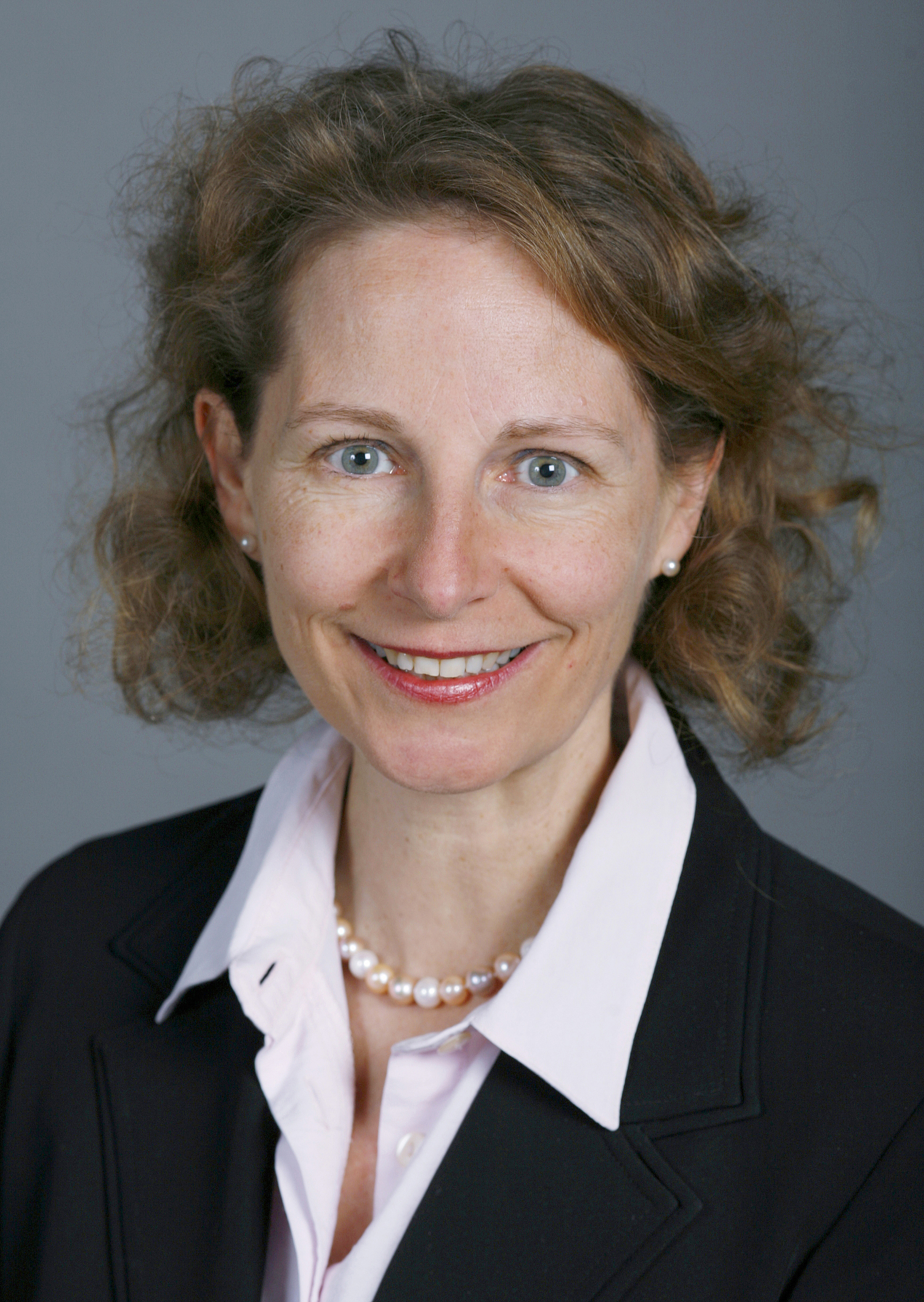
Brigitta Gadient (2007)

Brigitta Maria Gadient (* 14. März 1960 in Chur) ist eine Schweizer Politikerin (zuerst SVP, später BDP), Präsidentin von Schweiz Tourismus und ehemaliges Mitglied des Nationalrates.
Brigitta Gadient wurde bei den Wahlen 1995 als Mitglied der SVP in den Nationalrat gewählt. Dort war sie Mitglied der Geschäftsprüfungskommission (GPK; Präsidentin 2001 bis 2003) und der Kommission für Wissenschaft, Bildung und Kultur (WBK; Präsidentin 1998 bis 1999). Vor der Nichtwiederwahl von Bundesrat Christoph Blocher kam Brigitta Gadient in die Schlagzeilen, weil die Fraktion der SVP sie nicht mehr für die Wiederwahl in die Kommission für Wissenschaft, Bildung und Kultur nominierte, da sie nicht immer die Meinung der restlichen SVP-Fraktion vertreten hatte. Im Frühjahr 2008 wurde Gadient zusammen mit den anderen Mitgliedern der SVP Graubünden aus der nationalen SVP ausgeschlossen, weil sich die kantonale Sektion weigerte, Bundesrätin Eveline Widmer-Schlumpf aus der Partei zu werfen. Wie die meisten anderen ehemaligen Mitglieder der SVP Graubünden ist sie heute Mitglied der liberaleren BDP Graubünden.
Seit der Gründung der BDP-Fraktion am 2. März 2009 war sie Fraktionspräsidentin.
Am 1. Oktober 2010 gab Gadient bekannt, dass sie 2011 nicht mehr für den Nationalrat kandidieren werde. Auch für eine Ständeratskandidatur stehe sie nicht zur Verfügung.
Brigitta Gadient ist Juristin und wohnt in Chur. Politik liegt in der Familie: bereits Vater Ulrich Gadient und Grossvater Andreas Gadient waren unter anderem im Nationalrat. Vor ihrer Wahl in den Nationalrat arbeitete sie während sieben Jahren als Mitarbeiterin der Schweizerischen Parlamentsdienste.